# Медвідь Любомир Мирославович
Любоми́р Миросла́вович Медві́дь (нар. 10 липня 1941, с. Варяж, Сокальський район, Львівська область) — український маляр, професор, заслужений діяч мистецтв України, народний художник України, академік національної академії мистецтв України.
Лауреат Шевченківської премії (2014).
Мешкає у селищі Рудне Львівської міської територіальної громади, Львівського району, Львівської області.

## Біографічні відомості
У 1946 році, у результаті операції «Схід-2», разом з батьками був виселений з Польщі та опинився в УРСР.
Короткий час мешкав з батьками у місті Збаражі, на Тернопільщині. Згодом сім'я спочатку переїхала у с. Водяне, де батько майбутнього художника придбав будинок, а пізніше до Рудна.
У 1965 році закінчив Львівський державний інститут прикладного і декоративного мистецтва за спеціальністю «Художня кераміка». Педагоги: Роман Сельський, Карло Звіринський, Вітольд Манастирський, Данило Довбошинський.
Упродовж 1970-1980-х років Любомир Медвідь створює галерею портретів визначних особистостей національної та світової культури, серед них слід виділити портрети Лесі Українки (1971, 1972, 1981), Льва Толстого (1979), Миколи Гоголя (1982, 1985), Михайла Грушевського (1993), Івана Франка (1994).
В подальшому тема «Евакуації», як одна з трагічних сторінок в історії українського народу у ХХ столітті отримала своє продовження в наступних серіях — «Емігранти» та «Галичанські долі» (1982—1987).
Згодом митець осмислить діяння людини у планетарних масштабах у таких живописних серіях, як «Притчі» («Блудний син») (1991—1996), EcceHomo (1995—1997), «Terraincognita» (1993—1995).
За вагомі досягнення в образотворчому мистецтві, особистий внесок у науковий і культурний розвиток нашої держави художник був удостоєний почесних звань — заслуженого діяча мистецтв України (1987) та народного художника України (1999). Рішенням Атестаційної колегії Міністерства освіти і науки (2001) Любомиру Медвідю було присвоєне вчене звання професора кафедри монументально-декоративного живопису Львівської національної академії мистецтв.

## Творчість
Розписав ряд церков (с. Суховоля; Оттава, Канада), окремі роботи — у соборі Святого Юра, іконостас у каплиці св.Луїджі Оріоне у Львові тощо.
Мав персональні виставки у Львові (1972, 1987, 1990, 1996, 2011), Торонто (1990), Нью-Йорку (1992), Чикаго (1992), Битові та Варшаві (1999), Ханчжоу (2012), брав участь у групових виставках у Нью-Йорку, Хюстоні, Кракові, разом із відомими львівськими митцями Олегом Міньком та Зеновієм Флінтою виставляв свої твори у Києві, Вільнюсі та Москві. Авторський альбом «Ремінісценції», що їх творив автор впродовж 2010—11 років.
Картини Любомира Медвідя зберігаються в музеях України — Національний художній музей України, Львівська, Хмельницька, Запорізька картинні галереї, Національний музей у Львові ім А. Шептицького тощо) та закордоння.

## Відзнаки і нагороди
Звання заслуженого діяча мистецтв України отримав 1987 року. З 1999-го — народний художник України. З 2003-го — член-кореспондент Академії мистецтв України. З 2006-го — академік. Кавалер ордена князя Ярослава Мудрого IV та V ступеня.
Лауреат Національної премії України ім. Тараса Шевченка 2014 року   — за цикл живописних творів «Ремінісценції».